# トクト (女真人)
トクト（モンゴル語: Toqta、? - 至大4年1月14日（1311年2月10日））は、大元ウルスに仕えた政治家の一人。『元史』などの漢文史料では脱虎脱(tuōhǔtuō)、『ワッサーフ史』などのペルシア語史料ではتقتای(tūqtāy)と記される。

## 概要
『ワッサーフ史』には「تقتای پنجان از جرجه/tūqtāy pinjān az jurje（ジュルチェのトゥークターイ・ピンジャーン/「女真の脱虎脱平章」の意）」と記され、女真人の出であったことが分かる。大徳11年（1307年）、帝位を巡る内紛を経てカイシャンがクルク・カーン（武宗）として即位すると、同年6月にはトクトは江西行省平章政事に抜擢され、翌月には太尉の号を与えられた。
同年9月にはクビライの時代以来設置されていなかった尚書省を復活させることが計画され、そのトップにトクトと教化・ファフルッディーンが任命されて、尚書省の印が鋳造されることになった。一方、従来設置されてきた中書省のトップにはタラカイが任命されたが、こちらは実権のない形式だけのものであったと見られる。また、同年11月には宣政院を統べることにもなった。
クルク・カアンの即位から3年目、至大2年（1309年）7月には交鈔制度の改革とそれを担う尚書省の再設置が正式に決まった。新たに設置された尚書省では、乞台普済が最高位の右丞相、トクトがそれに次ぐ左丞相、サンバオヌ・楽実らが平章政事、保八が右丞、王羆が参知政事に、それぞれ任命された。
以後、トクトは続けざまに重要な職務を任され、同年8月には皇太子アユルバルワダの右衛府の運営、9月には大都の南の仏寺の建築工事主任、11月には国史の編纂を、それぞれ任命された。至大3年（1310年）正月、皇后冊立の儀式で玉冊・玉宝を役職を受け、同年6月には遂に尚書省で最高位の右丞相に任命された。その後、サンバオヌとともに珠衣を与えられ、同年11月には義国公に封ぜられた。
こうして権勢の極みにあったトクトであったが、至大4年（1311年）初頭にクルク・カアンが急死すると状勢は一変した。「皇太子」でクルク・カアンの弟のアユルバルワダは皇帝死去の僅か2日後にトクトを初め、尚書省の要人を「民を苦しめた」という曖昧な理由で全て捕らえ尚書省を廃止してしまった。そして、更にその4日後にはトクト・サンバオヌ・楽実・保八・王羆ら尚書省の主要メンバーはほとんどが処刑されてしまった。そもそも、モンゴル帝国では先帝が生前指名した後継者であってもクリルタイでの承認を得ないとカアンに即位できないにもかかわらず、正式な即位を経ずにクルク・カアンの側近達を拘禁・処刑したアユルバルワダ一派の行動はクーデターに他ならなかった。
また、トクトらの処刑の8日後には「トクト等に阿附した左右司・六部の官の罪を許した」とされるが、正式に丞相の座にあったトクトの命を受けたことを「阿附した」とするのも不自然に他ならず、これも言いがかりであることは承知の上でクーデターに反対する者達を威嚇するために持ち出した「罪状」であるとみられる。こうして、トクトを首班とするクルク・カアンの「新政」は発足後1年余りで頓挫してしまった。

## 参考資料
- 杉山正明「大元ウルスの三大王国 : カイシャンの奪権とその前後(上)」『京都大學文學部研究紀要』第34巻、京都大學文學部、1995年3月、92-150頁、CRID 1050282677039186304、hdl:2433/73071、ISSN 0452-9774。